# Francisco Arrué
Francisco Esteban Arrué Pardo (San Paolo, 7 agosto 1977) è un ex calciatore cileno, di ruolo centrocampista.

## Carriera
È uno dei sei giocatori cileni che ha giocato in tre delle quattro "grandi" del calcio cileno, scendendo in campo per il Colo-Colo, l'Universidad Católica e l'Universidad de Chile.
Debutta in campionato nel 1994. Viene convocato dalla selezione cilena Under-23 per partecipare ai Giochi olimpici di Sydney 2000, dove sale sul podio conquistando la medaglia di bronzo.